# Herman van Praag
Herman Meïr van Praag (Schiedam, 17 oktober 1929) is een Nederlandse psychiater. Hij was hoogleraar aan de Rijksuniversiteit Groningen, de Universiteit Utrecht, de Universiteit Maastricht en het Albert Einstein College of Medicine in New York. Hij wordt gezien als de grondlegger van de biologische psychiatrie in Nederland.

## Levensloop
Van Praag is van Joodse afkomst. Zijn grootouders behoorden in Nederland tot de eerste aanhangers van de zionistische beweging. Zijn ouders waren niet-religieus. In het eerste jaar na de Duitse inval werd zijn vader, die als ingenieur en advocaat voor de overheid werkte, ontslagen wegens zijn Joodse achtergrond. De familie-Van Praag wist een plekje te bemachtigen om de zogeheten Barneveldlijst, waarmee zij gunstiger af waren dat de meeste andere Joden. Na een periode van gevangenschap in Barneveld werd het gezin overgebracht naar Kamp Westerbork en later Theresienstadt, waar zij het einde van de oorlog meemaakten. Het hele gezin bleef ongedeerd.
Na het afronden van de middelbare school ging Van Praag geneeskunde studeren aan de Universiteit Leiden. Daarna studeerde hij neurologie. Van Praag was onder de indruk van de introductie van monoamine-oxidaseremmers en ontwikkelde zich verder in de psychiatrie. Hij promoveerde in 1962 aan de Universiteit Utrecht onder Henricus Cornelius Rümke met een proefschrift getiteld Een kritisch onderzoek naar de betekenis van monoamineoxydase-remming als therapeutisch principe bij de behandeling van depressies.
Tussen 1968 en 1970 was hij hoofddocent in de biologische psychiatrie aan de Rijksuniversiteit Groningen. Tegen het einde van 1970 werd hij benoemd als hoogleraar in de biologische psychiatrie. Hij zette een instituut op dat onderzoek deed in die richting. In de jaren zeventig nam de kritiek toe op de biologische psychiatrie en het gebruik van medicijnen. Dit leidde tot bedreigingen aan het adres van Van Praag, wat leidde tot politiebescherming.
Van Praag maakte in 1978 de overstap naar de Universiteit Utrecht, waar hij vier jaar werkte. Vervolgens trok hij naar New York waar hij hoogleraar werd aan het Albert Einstein College of Medicine. Zijn wetenschappelijke carrière beëindigde hij als hoogleraar aan de Universiteit Maastricht waar Van Praag van 1993 tot 1997 werkzaam was.
Als hoogleraar was Van Praag een van de eersten die onderzoek deed naar de effecten van 5-Hydroxyindoleacetic acid en hersenvocht op depressieve patiënten. Ook was hij zeer kritisch op de wijze waarop patiënten in de psychiatrie gediagnosticeerd werden. De DSM IV-indeling was volgens hem veel te grof. Na zijn pensionering schreef Van Praag verschillende boeken over het psychiatrie en religie.

## Persoonlijk
Van Praag heeft samen met zijn vrouw vier kinderen. Hij beschouwt zichzelf als liberaal Joods, hoewel hij niet-religieus is opgevoed. Sinds het einde van de Tweede Wereldoorlog draagt hij een Davidster aan een armband. De hoogleraar is lid van de Koninklijke Nederlandse Akademie van Wetenschappen en Ridder in de Orde van de Nederlandse Leeuw.